# Eupithecia chilensis
Eupithecia chilensis es una especie de polilla de la familia Geometridae. La especie fue descrita por primera vez por Kemal y Kocak habiendo sido descrita en 2004, con distribución en Chile. El holotipo de la especie fue descrita en Región de Los Lagos en los alrededores de los ríos Huequi y trumao, a unos 22 kilómetros (13,7 mi) de Ouellón. Ha sido descrita al menos una vez como parte del grupo de especies europea linariata. Se ha unido junto con la especie de California, Eupithecia rindgei, descrita por Vojnits en 1992.